# إستر كوبر جاكسون
إستر كوبر جاكسون (بالإنجليزية: Esther Cooper Jackson) هي ناشِطة أمريكية، (و. 1917 – 2022 م). اشتهرت بعملها مع نشطاء آخرون مثل شيرلي غراهام دو بوا ووليم إدوارد دوبويز وغيرهم لدعم حقوق الأمريكيين السود.